# Dino (bogserie)
 For alternative betydninger, se Dino. (Se også artikler, som begynder med Dino)
Dino er en serie af bøger skrevet af Søren Jessen.

## Bøger i serien
- 1990 – Dino rejser til byen
- 1997 – Dino og regnen
- 1997 – Dino og månen
- 1998 – Dino keder sig
- 1998 – Dino gynger
- 1999 – Dinos verden
- 2000 – Dino finder mudder
- 2000 – Dino får en ny ven
- 2001 – Dino på nye eventyr

| Bog | Spire Denne artikel om bøger og tidsskrifter er en spire som bør udbygges. Du er velkommen til at hjælpe Wikipedia ved at udvide den. |